# Moračina
Moračina (mrkojelina, petrusimul divji; lat. Orlaya), biljni rod trajnica iz porodice štitarki. Pripada mu tri vrsta rasprostranjenih po Sredozemlju (jugoistočna Europa i sjeverna Afrika), Srednjoj Europi i Srednjoj Aziji,.
U Hrvatskoj raste sve tri vrste koliko ih u rodu ima

## Vrste
1. Orlaya daucoides (L.) Greuter, širokolisna moračina, sin. Orlaya kochii Heywood
2. Orlaya daucorlaya Murb.,  mrkvasta moračina
3. Orlaya grandiflora (L.) Hoffm.,  velecvjetna moračina